# Rod Stewart
Roderick David "Rod" Stewart (sinh 10 tháng 1 năm 1945) là một ca sĩ - nhạc sĩ người Anh.
Với chất giọng nam cao đặc biệt, Stewart nổi lên cuối thập niên 1960 và đầu thập niên 1970 với nhóm The Jeff Beck Group và sau đó là Faces. Ông bắt đầu sự nghiệp sô lô năm 1969 với album đầu tay An Old Raincoat Won't Ever Let You Down (US: The Rod Stewart Album). Những nhạc phẩm của ông cùng với nhóm The Jeff Beck Group và The Faces có ảnh hưởng lên sự hình thành dòng nhạc heavy metal và punk rock. Cả hai nhóm nhạc đều là những người tiên phong trong dòng nhạc blues-rock.
Với sự nghiệp dài lăm thập kỉ, Stewart đã có được nhiều single nổi tiếng thế giới, đặc biệt là tại Anh, nơi ông đã có sáu album liên tiếp dành vị trí thứ nhất, trong tổng số 62 hit single của ông thì có 31 ca khúc lot vào top 10, sáu trong số đó dành vị trí thứ nhất. Ông cũng có 16 ca khúc lọt vào top 10 của Mỹ trong đó có bốn ca khúc đứng vị thứ nhất. Những ca khúc nổi tiếng nhất có thể kể đến "Maggie May", "You Wear It Well", "Sailing", "Tonight's the Night (Gonna Be Alright)", "I Don't Want to Talk About It", "Hot Legs", "Da Ya Think I'm Sexy?", "Downtown Train", "Some Guys Have All the Luck", "Young Turks", "This Old Heart of Mine", "Forever Young", "My Heart Can't Tell You No" và "Rhythm of My Heart".